# Comuna Hmeliv, Romnî
Hmeliv (în ucraineană Хмелів) este o comună în raionul Romnî, regiunea Sumî, Ucraina, formată din satele Hmeliv (reședința), Kaseanove și Zaklîmok.

## Demografie
Componența lingvistică a comunei Hmeliv
     Ucraineană (98,46%)
     Rusă (1,43%)
     Alte limbi (0,11%)
Conform recensământului din 2001, majoritatea populației comunei Hmeliv era vorbitoare de ucraineană (98,46%), existând în minoritate și vorbitori de rusă (1,43%).